# 라카인주
라카인주(버마어: ရခိုင်ပြည်နယ်)는 미얀마의 주이며, 벵골만과 접하고 있다. 북쪽으로 친주, 동쪽으로 머궤도, 버고도, 에야워디도과 접하고 서쪽은 벵골만, 북서쪽은 방글라데시의 치타공주와 접한다. 해발 3,063m의 빅토리아산을 포함하는 아라칸산맥은 여카잉주와 버마족 지역을 분리한다. 면적은 36,762km2이고 주도는 시뛔이다.

## 역사
라카인주의 역사는 기원전 3325년까지 거슬러 올라간다. 라카인 지방에 존재했던 제국은 한 때 잉와, 중국의 일부, 벵골 만까지 확대되었다고 하나, 역사적으로 확인되지는 않았다. 역사 기록에 따르면 기원전 3~4세기부터 기원후 4세기 사이에 여카잉 지역에 다냐와디라는 왕국이 세워졌다. 유명한 마하무니 불상(현재 만달레이에 위치)이 기원전 554년경에 다냐와디에서 주조되었다.
4세기에는 와이타리 왕국이 다냐와디 왕국을 계승하였다.
와이타리, 렘로, 마라욱 시기에 아라칸의 힘은 절정에 달하여 벵골만까지 진출하였으나, 이후 17세기까지 꾸준히 쇠퇴하였다. 아라칸의 일부였던 치타공은 1666년에 무굴 제국에 점령당했다. 국내의 불안정과 왕을 퇴위시키는 일이 아주 흔했다. 대항해시대에는 포르투갈인들이 일시적으로 아라칸을 점령하기도 했다.
1784년에 왕국은 마침내 버마족에게 점령되었다. 유명한 마하부니 불상은 전리품으로서 아마라푸라로 옮겨졌다(불상은 1853년에 민돈 왕에 의해 만달레이로 이전되었다). 버마족은 아라칸을 정복한 후에 동인도에 관심이 있던 영국과 직접적으로 접촉하게 되었다. 버마족은 아라칸의 이웃 국가인 아삼과 마니푸르를 점령하였고 벵골의 영국의 전초기지인 신마후섬을 공격하게 되었다. 이것은 제1차 영국-미얀마 전쟁의 발단이 되었다. 얀다보 조약(1826)으로 버마는 아라칸과 테나시림을 영국령 인도에 할양하였다. 그래서 아라칸은 영국에 할양된 버마의 첫 영토의 하나가 되었다. 영국은 수도를 아키아브로 하는 한편, 아라칸의 전통적인 구분인 3군(아크야브, 차우크퓨, 산드웨)을 유지하고 각각에 관리를 파견하였다.
1948년에 영국으로부터 독립하고 버마 연방이 형성된 후에 3군은 미얀마의 다른 행정 구역과 동등한 아라칸구가 되었다.
1950년대부터 라카인주의 분리 독립 운동이 성장하였다. 이들을 달래기 위해 1974년에 네 윈 정부는 아라칸구를 라카인주로 개편하여 명목적이나마 다수인 라카인족을 인정하였다.

## 인구
미얀마의 다른 지역처럼 라카인주의 민족도 다양하다. 2000년의 추정 인구는 275만 명이다. 여카잉족이 근소한 다수를 차지하고 있다. 여카잉족은 주로 저지 계곡과 람베 섬, 마나웅 섬에 거주한다. 로힝야족은 주 인구의 25%를 차지하지만 주로 방글라데시의 국경 지대에 제한적으로 거주한다. 2009년의 유엔 추정에 의하면 로힝야족의 인구는 723,000명이지만 군부는 이들을 미얀마 시민으로 인정하지 않고 있다. 친족, 차크마족, 캄티족, 다이넷족, 마라마그리족과 같은 많은 다른 민족들은 주의 산악 지대에 주로 거주한다.

## 행정 구역
- 시뛔군(Sittwe District)
- 마웅또군(Maungdaw District)
- 짜우퓨군(Kyaukpyu District)
- 딴뒈군(Thandwe District)

## 교통
라카인 산맥에 의해 라카인주는 미얀마 본토와 분리된다. 항공 교통은 인기있는 해변 휴양지인 시뛔, 딴뒈를 잇는 교통 수단으로서 많이 사용된다. 1996년에 시뛔와 미얀마 본토를 잇는 고속도로가 건설되었다. 주에는 여전히 철도가 없지만 빠떼인으로부터 시뛔까지 480km의 철도가 연장될 계획이다.

## 경제
러카인주는 비가 많이 오기 때문에 쌀이 주요 작물로, 전체 경작지의 약 85%를 차지한다. 코코넛과 니파야자 플랜테이션 또한 중요하다. 어업이 주요 산업으로 잡힌 것의 대부분은 양곤으로 보내지지만, 일부는 수출된다. 낮은 등급의 적은 양의 원유가 원시적인 방법으로 생산되고 있으나 아직 발견되지 않은 석유와 천연가스가 더 있을 것으로 생각된다.
관광업은 느리게 발전하고 있다. 마락우의 고대 왕국 유적과 딴뒈의 해변은 외국 관광객을 위한 주요 관광지이지만 시설은 여전히 원시적이고 교통 인프라는 여전히 제대로 발달하지 못했다.
미얀마의 다른 지역처럼 만성적인 전력 부족에 시달리고 있으며, 특히 여카잉과 같은 농촌 지역은 불균형이 더욱 심하다. 이를 해결하기 위해 미얀마 군부는 2009년 12월에 3개의 수력 발전소를 건설했다.

## 치안
여카잉주는 버마족 외의 소수부족이 많은 관계로 교육 및, 복지, 의료 등의 혜택이 매우 미흡한 것으로 알려져 있다. 국경없는 의사회를 비롯한 극소수의 NGO가 활동 중이나 미얀마 정부는 1월 국경없는 의사회 철수를 명령했으며 며칠 이후 이는 번복됐다. 이는 MSF가 소수 무슬림에게 의료 서비스를 제공하는 유일한 단체여서 의료 활동이 갈등을 부추긴다는 극단주의자들의 책동이 있었기 때문으로 풀이된다. 여카잉주 극단주의자들은 이에 NGO와 UN, 적십자사 등에 대해서도 철수 시위를 2014년 3월 초부터 시작하고 있다.
2014년 3월 28일 여카잉주 일대에서 구호단체들이 세계불교기를 모욕했다는 이유로 많은 주민들이 단체 활동지에 돌을 던지는 등 소요 사태가 일어나 미국 정부가 이에 대한 깊은 우려를 표시했다. 미얀마 정부는 인구 통계 조사가 반드시 필요하여 사전에 예고된 폭동 사태를 억눌러 왔으나 소수의 불교도 버마족과 내부 난민 지위를 얻지 못한 로힝야 족 간에 마찰이 생길 소지가 있다.